# Anatole Devosge
 (décembre 2018).
Si vous disposez d'ouvrages ou d'articles de référence ou si vous connaissez des sites web de qualité traitant du thème abordé ici, merci de compléter l'article en donnant les références utiles à sa vérifiabilité et en les liant à la section « Notes et références ».
Anatole Devosge, né à Dijon (Côte-d'Or) le 13 janvier 1770 et mort dans la même ville le 8 décembre 1850, est un peintre français.

## Biographie
Son père, le peintre François Devosge, était à la fois professeur et directeur de l'Académie de peinture et de sculpture de Dijon. Suivant ses traces, Anatole Devosge fut également peintre et dessinateur. Après avoir été l'élève de son père aux Beaux-Arts de Dijon, celui-ci l'envoie à Paris dès 1788 où il est l'élève de Jacques-Louis David. Anatole Devosge s'inscrit également à l'École des beaux-arts de Paris où il participe à plusieurs concours. Pierre-Paul Prud'hon est également à Paris à cette époque. Ce dernier prend sous son aile le jeune Devosge, fils de son maître, et partage avec lui son atelier parisien.
Anatole Devosge retourne très certainement à Dijon à partir de l'année 1790, mais revient dans la capitale vers 1793, moment où il exécute à la demande de David le dessin de Le Peletier de Saint-Fargeau sur son lit de mort, d'après le tableau disparu du maître. L'enseignement de David marqua considérablement le style d'Anatole Devosge, dont les œuvres jusqu'à la fin de sa carrière montrent de fortes influences du maître parisien.
Anatole Devosge commence à enseigner aux Beaux-Arts de Dijon dès le début du XIXe siècle. Il effectue ensuite un voyage à Rome entre 1803 et 1806, où il peint Le Dévouement de Cimon, fils de Miltiade, une de ses œuvres les plus réputées. Cette grande peinture est présentée au Salon de 1806, où elle reçoit plusieurs éloges. Anatole Devosge recevra également une médaille de la part de l'empereur en 1807 pour sa peinture. Cette œuvre témoigne de l'éducation qu'à reçu Anatole de la part de David.
À la mort de son père en 1811, Anatole Devosge devient à son tour directeur de l'École des beaux-arts de Dijon jusqu'à sa mort. Dans son institution, il eut entre autres pour élèves les artistes peintres Sophie Rude et Jean-Baptiste Arnout. Il est décoré de la Légion d'honneur en 1843.
Anatole Devosge légua un important ensemble d'œuvres au musée des beaux-arts de Dijon, comportant des dessins, des estampes et des gravures de maître ou d'après eux, ainsi qu'un important corpus de dessins de son père François Devosge et de lui-même, ainsi que de leurs élèves à l'école. Anatole légua également au musée sa bibliothèque composée de plus de 600 volumes. En plus de cet important legs au musée, Devosge légua à la Ville une somme de 15 000 francs devant servir à la création d'une pension de 750 francs de la durée de trois ans, donnée à un élève de l'école à la suite d'un concours de dessin d'après le modèle vivant. Ce dernier acte d'Anatole Devosge montre à quel point, comme son père, il fut investi de sa mission de directeur, aidant les jeunes élèves bourguignons montrant des dispositions pour les arts, aussi bien à travers son enseignement que d'un point de vue financier.

## Distinctions
- Chevalier de la Légion d'honneur (1843)[2]

## Œuvres dans les collections publiques
- Dijon, musée des beaux-arts :
  - Aglaure tourmentée par la curiosité ;
  - Anacréon chantant ses poésies ;
  - Blessé secouru par une femme ;
  - Le Dévouement de Cimon, Salon de 1806 ;
  - Enlèvement de Déjanire ;
  - Hercule et Philo ;
  - L’Éducation de Camille ;
  - La Mort d’Abel ;
  - Le Martyre de saint Laurent ;
  - Le Peletier de Saint-Fargeau sur son lit de mort, d'après Jacques-Louis David, dessin ;
  - Portrait de Charles de Cosse, comte de Br'i'ssac ;
  - Résurrection du Christ ;
  - Résurrection d'un enfant ;
  - Saint jean prêchant ;
  - Un évêque debout ;
  - Un saint martyr ;
  - Une Chasse aux lions ;
  - Vertumne et Pomone ;
  - Un Français se sacrifiant pour sa patrie, présenté au concours de l'an II.

## Élèves
- Hippolyte Chaignet
- Jules-Jean-Baptiste Forey
- Jacques-Joseph Lécurieux
- Hippolyte Michaud, de 1840 à 1842.
- Sophie Rude